# John O'Connell
John O'Connell (n. 20 ianuarie 1927, Dublin - d. 8 martie 2013), a fost un om politic irlandez, membru al Parlamentului European în perioada 1979-1984 din partea Irlandei. 
1. 1 2 3 4 5 6 7 8 9 10   https://www.oireachtas.ie/en/members/member/John-F-O'Connell.D.1965-04-21 Lipsește sau este vid: |title= (ajutor)